# Ame ga Furu
Singles de Māya Sakamoto
Triangler
(2008) Magic Number
(2009)
Ame ga Furu est le 17e single de Māya Sakamoto sorti sous le label Victor Entertainment le 29 octobre 2008 au Japon. Il arrive 9e à l'Oricon. Il se vend à 13 825 exemplaires la première semaine et reste classé 7 semaines pour un total de 21 766 exemplaires vendus durant cette période.
Ame ga Furu a été utilisé comme premier thème de fermeture de l'anime Linebarels of Iron. Ame ga Furu se trouve sur l'album Kazeyomi.

## Liste des titres
Toutes les paroles sont écrites par Māya Sakamoto.
| 1. | Ame ga Furu (雨が降る)                 | Cano Caoli     |  |
| 2. | Praline (プラリネ)                     | Taiyo Yamazawa |  |
| 3. | Ame ga Furu (without maaya) (雨が降る) | Cano Caoli     |  |
| 4. | Praline (1+1) (プラリネ)               | Taiyo Yamazawa |  |